# Władimir Gagarin
Władimir Grigorjewicz Gagarin, ros. Владимир Григорьевич Гагарин (ur. 6 maja 1955 w m. Niżnaja Ługowka w obwodzie irkuckim) – radziecki dowódca wojskowy, generał porucznik (2002).

## Życiorys
W 1977 ukończył studia w Wyższej Dowódczo-Inżynieryjnej Szkole Oficerskiej w Sierpuchowie. W 1984 ukończył Wojskową Akademię Inżynieryjną im. F. Dzierżyńskiego.
Służbę w Wojskach Rakietowych Przeznaczenia Strategicznego ZSRR rozpoczął w 1977. Do 1978 był inżynierem-operatorem oraz szefem wydziału w 826 gwardyjskim pułku rakietowym (JW 12423) w m. Paszino koło Nowosybirska. Następnie przez rok był zastępcą dowódcy grupy startowej w 357 gwardyjskim pułku rakietowym (JW 54097) w Nowosybirsku. Powrócił do 826 gwardyjskiego pułku rakietowego, gdzie do 1980 był dowódcą grupy startowej. Następnie przez 11 lat nieprzerwanie pełnił służbę w 357 gwardyjskim pułku rakietowym, gdzie zajmował kolejno stanowiska: szefa sztabu dywizjonu rakietowego – do 1982, dowódcy dywizjonu rakietowego – do 1985, szefa sztabu pułku – do 1987 oraz dowódcy tego pułku – do 1991.
Następnie – do 1995 był szefem sztabu 29 gwardyjskiej Witebskiej Dywizji Rakietowej (JW 59968) w Irkucku. Przez kolejne 4 lata był dowódcą 23 Dywizji Rakietowej (JW 93791) w Kansku. Na tym stanowisku awansował do stopnia generała majora. W latach 1999–2001 był szefem sztabu 53 Armii Rakietowej (JW 74102) w Czycie, a następnie przez rok był dowódcą tej Armii.
Od 2002 roku dowodził 27 Armią Rakietową ze sztabem we Włodzimierzu, gdzie 10 grudnia 2002 awansował do stopnia generała porucznika. Od 1 kwietnia 2006 był zastępcą głównodowodzącego Wojskami Rakietowymi Przeznaczenia Strategicznego Rosji do spraw wyszkolenia bojowego.

## Odznaczenia
- Order „Za służbę Ojczyźnie w Siłach Zbrojnych ZSRR” III stopnia
- Order „Za zasługi wojskowe”